# 獵鷹9號推進器B1056
獵鷹9號推進器B1056（英語：Falcon 9 booster B1056）是SpaceX生產的可重複使用的獵鷹9號 Block 5第一級助推器。該助推器是第四枚飛行四次的推進器，並在其第四次飛行中打破了軌道艙助推器的周轉記錄。該助推器在星鏈任務著陸失敗後毀壞。

## 飛行歷史

### 第一次飛行
B1056於2019年5月4日投入使用，向國際空間站發射了天龍號太空船，以支援CRS-18太空船。在發射約八分半鐘後，降落在無人駕駛著陸船 「當然我還愛你」號上。 正常情況下，執行支援CRS任務的火箭第一階段先降落在1號著陸區，但是一次龙飞船2号的靜態火災污染了著陸台。這迫使B1056在「當然我還愛你」號上降落範圍僅用了28公里。

## 發射
| Flight # | 發射日期 (UTC) | 任務 # | 載荷     | 圖片 | 發射場 | 降落地點     |
| -------- | -------------- | ------ | -------- | ---- | ------ | ------------ |
| 1        | 2019年5月4日   | 70     | CRS-17   |      | SLC-40 | OCISLY       |
| 2        | 2019年7月25日  | 73     | CRS-18   |      | SLC-40 | LZ-1         |
| 3        | 2019年12月16日 | 77     | JCsat-18 |      | SLC-40 | OCISLY       |
| 4        | 2020年2月17日  | 81     | 星鏈 L4  |      | SLC-40 | 失败(OCISLY) |